# Goodge Street metróállomás
A Goodge Street a londoni metró egyik állomása az 1-es zónában, a Northern line érinti.

## Története
Az állomást 1907. június 22-én adták át Tottenham Court Road néven a Northern line részeként. Mai nevét egy évvel később kapta.

## Forgalom
| Járat | Útvonal | Gyakoriság   |
| ----- | --- | ------------ |
|       | (High Barnet és Edgware felől –) Camden Town – Mornington Crescent – Euston – Warren Street – Goodge Street – Tottenham Court Road – Leicester Square – Charing Cross – Embankment – Waterloo – Kennington (– néha tovább Morden felé) | 3 percenként |

## Átszállási kapcsolatok
| Állomás       | Átszállási kapcsolatok       |
| ------------- | ---------------------------- |
| Goodge Street | Helyi buszok (Goodge Street) |

## Fordítás
- Ez a szócikk részben vagy egészben  a   Goodge Street tube station című angol Wikipédia-szócikk fordításán alapul.  Az eredeti cikk szerkesztőit annak laptörténete sorolja fel. Ez a jelzés csupán a megfogalmazás eredetét és a szerzői jogokat jelzi, nem szolgál a cikkben szereplő információk forrásmegjelöléseként.